# Conde Orlok
El Conde Orlok (en alemán: "Graf Orlok") es un personaje ficticio, una reinterpretación realizada por Friedrich Wilhelm Murnau del personaje original de Bram Stoker, el Conde Drácula, así como de la imagen tradicional del vampiro en el folclore eslavo. Es el primer rostro vampírico que apareció en la gran pantalla y marcó un precedente absoluto en el imaginario colectivo. 
El nombre Orlok está relacionado fonéticamente con la palabra húngara Ördög, que significa diablo, así como con la palabra eslovaca Vrolok (vampiro u hombre lobo). El término Nosferatu, sin embargo, utilizado a menudo a lo largo de la película no en un sentido genérico sino como un nombre propio, en referencia a Orlok, deriva por un lado del rumano actual Nosferat -la "u" final es una adición falsa- por el otro del término griego Nosophoros: "portador de la peste".
El film Nosferatu, eine Symphonie des Grauens del año 1922 es una adaptación no autorizada y no oficial de la novela Drácula.  El productor de la película, Albin Grau, había cambiado los nombres de los personajes, incluido el cambio de nombre del Conde Drácula a Conde Orlok, en un intento de evitar acusaciones de violación de los derechos de autor. Sin embargo, los intertítulos originales indican explícitamente que la película está basada en la novela de Stoker. En el film remake de 2024, se mantienen los nombres de la película de 1922, de los personajes basados en la novela.
El actor Max Schreck interpreta al Conde Orlok en la película muda Nosferatu, eine Symphonie des Grauens (1922).
El actor Bill Skarsgård interpreta al Conde Orlok en la película Nosferatu (2024).

## Historia

### Creación del personaje

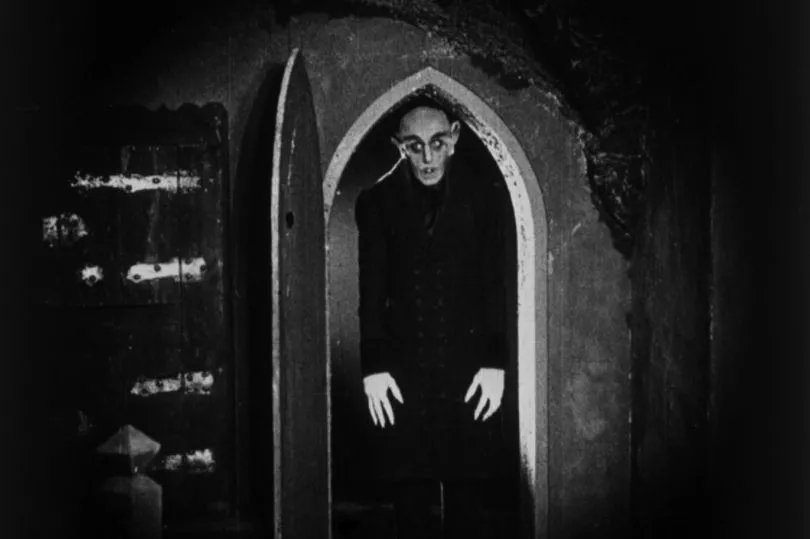
Max Schreck interpretando al Conde Orlok en Nosferatu, eine Symphonie des Grauens.

A petición del productor de cine Albin Grau en 1921, Murnau decidió adaptar para la pantalla la novela Drácula de Bram Stoker, publicada en 1897. Pero el productor se negó a pagar derechos de autor y pidió al guionista Henrik Galeen que cambiara los nombres de los personajes y de varios elementos, -lo que posteriormente, no evitará acciones legales por parte de la viuda de Stoker, Florence Balcombe, y luego la quiebra de la productora Prana Film-. Así, en la versión alemana, el Conde Drácula se convierte en el Conde Orlock, interpretado por el actor Max Schreck, para la película Nosferatu, eine Symphonie des Grauens del año 1922.  
El personaje debe mucho al arquitecto Albin Grau, coproductor y responsable de los decorados y el vestuario, inspirado él mismo en los cuadros de Hugo Steiner-Prag, ilustrador de la novela El Golem  de Gustav Meyrink. Pálido, calvo, con largos dedos de uñas filiformes, orejas puntiagudas y afilados incisivos (en lugar de caninos), Orlock se diferencia tanto física como psicológicamente con unas características en contraste con el vampiro literario del siglo XIX. 
En su primera aparición, este personaje se presenta como una criatura repulsiva y mortal. Si bien infundía miedo y horror, también estaba dotado de un considerable encanto. El aspecto siniestro del Conde Orlok también queda subrayado por su forma de moverse: se desliza de una habitación a otra, camina como si sus pies no estuvieran en el suelo sino como si flotara en el aire. La sombra de Orlok da al personaje un aura de terror y poder.
Orlok es el modelo principal usado para definir el estilo de vampiro ficticio que a menudo es apodado "nosferatu" a raíz de la película, si bien comparado con el Conde Drácula, Orlok no posee ni el encanto aristocrático ni el atractivo de su predecesor. Totalmente repulsivo en apariencia, se asemeja a algo entre rata y araña y es mucho más similar a las imágenes primigenias del folclore histórico de vampiros, donde eran descritos como cadáveres andantes imbuidos por una presencia demoníaca. Duerme en "suelo sin consagrar", infectado con la Muerte Negra y trae la peste y enfermedad con él. Orlok es seguido a todos lados por ratas, que tradicionalmente llevan la temida peste negra. Orlok es famoso por ser el primer vampiro en la historia en ser destruido por la luz solar. En el folclore anterior, los vampiros estaban incómodos por la luz solar, pero podían sobrevivir a su exposición. También, a diferencia de los vampiros tradicionales, Orlok no es destruido por clavarle una estaca en el corazón, sino por una mujer pura de corazón que esté dispuesta ofrendarle su vida.

### Lugar de origen

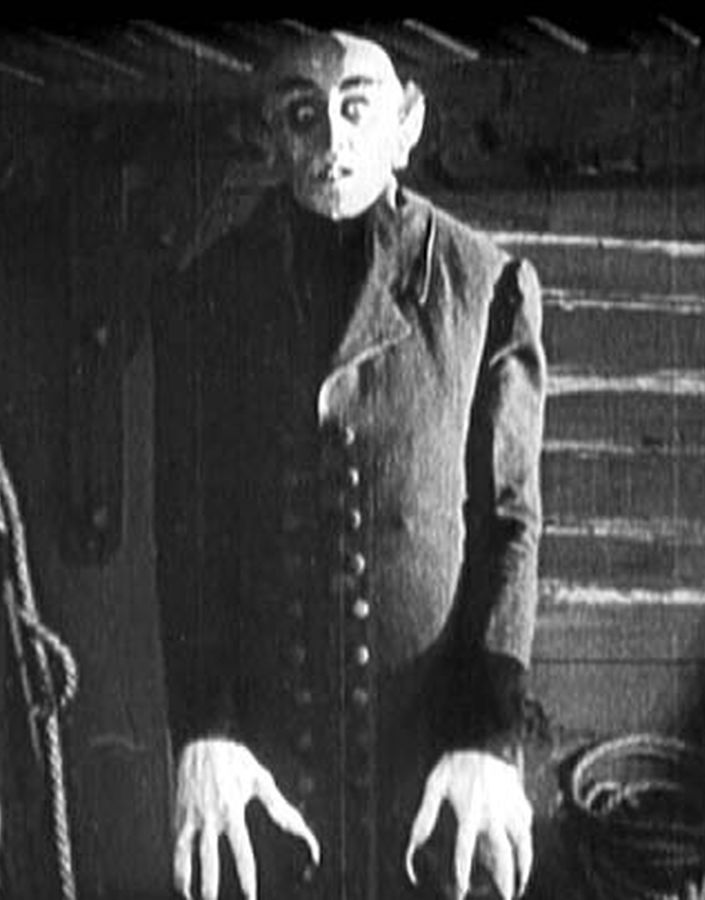
Max Schreck como el Conde Orlok en Nosferatu - Eine Symphonie des Grauens (1922).

En Nosferatu: Phantom der Nacht, el Conde Orlok es un vampiro de Transilvania y parece ser el amo de muchas criaturas de pesadilla, incluyendo un hombre lobo (que en realidad fue interpretado por una hiena en la película). Nacido quizás en 1443 (citado en la película como el año de nacimiento del primer Nosferatu, probablemente en referencia a Orlok). Es llamado localmente con el sobrenombre de "Nosferatu", un cadáver viviente también conocido como "el pájaro de la muerte", que realiza festines con la sangre de seres humanos vivos.
El Conde Orlok habita solo en un vasto Castillo escondido entre las cumbres escarpadas en un rincón perdido de los Montes Cárpatos. El castillo está envuelto en sombras y se encuentra muy descuidado, lo que da una apariencia siniestra. Su existencia es conocida por los habitantes de la región y -se supone- que ha viajado ocasionalmente a lo largo de su dilatada vida. Su presencia en una ciudad suele ir acompañada de plagas y calamidades. Los campesinos locales viven aterrorizados por Orlok y no se aventuran nunca a salir al anochecer.

## Diferencias

### OrlokvsDrácula

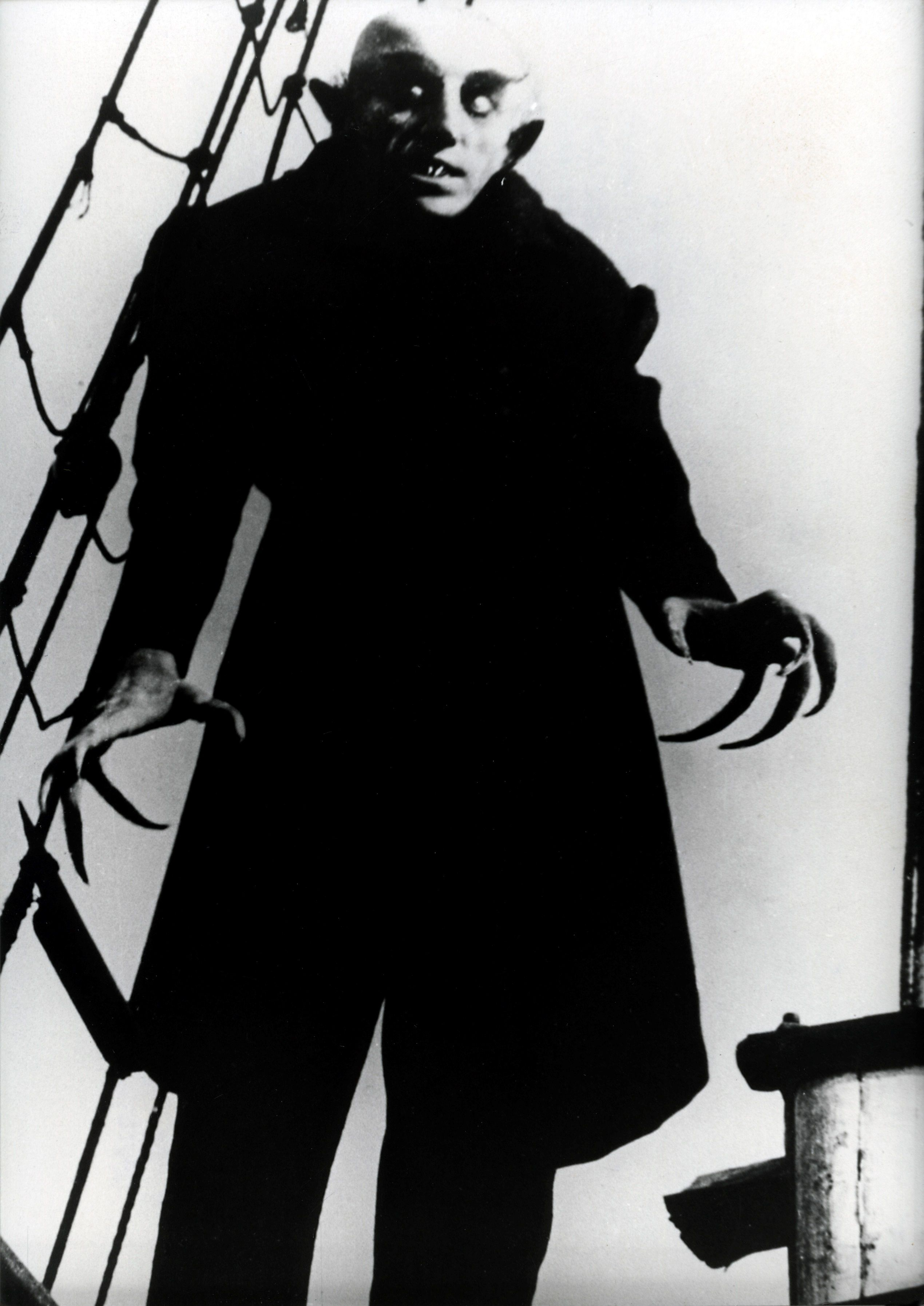
Escena de la película con Max Schreck como el vampiro Conde Orlok.

El Conde Orlok tiene algunas similitudes pero también muchas diferencias con el Drácula de Stoker:
- Drácula es en la novela, un anciano que se vuelve más joven a medida que avanza la historia. Orlok tiene, como el Drácula de la novela, nariz aguileña, frente alta, cejas pobladas y orejas puntiagudas. Sus características físicas también se ven acentuadas por el maquillaje. Sin embargo, no tiene pelo ni bigote y tiene incisivos afilados en lugar de caninos. El Conde Orlok está pálido, rígido, con la cabeza calva y deforme, como un cadáver con las manos descarnadas y una mirada obsesiva, rodeado por una silueta de hollín.
- Orlok teme la luz del día, que podría abrumarlo. Esta particularidad que no está presente en la novela (ya que Drácula camina a plena luz del día por las calles de Londres) se volverá recurrente en películas y obras sobre Drácula y sobre los vampiros en general. Incluso se convertirá en una característica del personaje ficticio del vampiro .
- El conde Drácula, a diferencia de Orlok, es un hombre elegante, un ser con un encanto misterioso y refinado; viste una capa negra, un traje de noche y su cabello está aplastado sobre su cabeza. Esta encarnación se convertirá en un referente del cine y del imaginario popular.

### Orlok enNosferatude Murnau
En la película, Orlok contacta con el agente inmobiliario Knock, ya que tiene como objetivo comprar una casa. Knock envía a su empleado Thomas Hutter, hasta el Castillo, para poder cerrar la compra de la propiedad. Hutter desdeña sus temores como meras supersticiones y se aventura hacia el decrépito castillo, sin embargo, el cochero se niega a atravesar el puente. Una figura negra envuelta en un traje de conductor negro (Orlok disfrazado) lo lleva el resto del camino. Es recibido por Orlok, que afirma que al ser ya la medianoche todos sus siervos han ido a la cama, y los dos cenan juntos y deciden discutir sobre el deseo de Orlok de comprar una casa en la ciudad ficticia de Wisborg, Alemania. Thomas Hutter accidentalmente corta su mano cuando parte un pan y Orlok apenas puede controlarse a sí mismo de beber de la herida de Hutter. Después de que Hutter se desmayase en una silla, Orlok se alimenta de él, pero esto no se muestra en pantalla: Hutter descubre dos mordeduras en el cuello al día siguiente, pero no es consciente de que su anfitrión es un vampiro.
Hutter sólo da cuenta de la terrible verdad más tarde en su despacho después de leer más de "El libro de vampiros", y descubre que él está atrapado en el castillo con el Nosferatu. Orlok avanza a Hutter, y la amada esposa de Hutter, Ellen Hutter, detecta mediante telepatía que la vida de su marido está en peligro de muerte; ella grita por él y de alguna manera Orlok es impotente para tocarlo. A la mañana siguiente, Hutter busca en el castillo y descubre para su repulsión que Orlok "duerme" en el sótano en un ataúd lleno de tierra. Hutter entonces presencia un carro con varios ataúdes de carga llenos de tierra, en uno de los cuales se esconde. Los ataúdes son conducidos fuera para embarcarlos en un barco rumbo a Estocolmo. Este suelo se revela que es tierra sin consagrar de la tumba de Orlok; de acuerdo con "El libro de vampiros", los Nosferatu deben dormir por el día en la tierra sin consagrar de sus tumbas para mantener su poder.

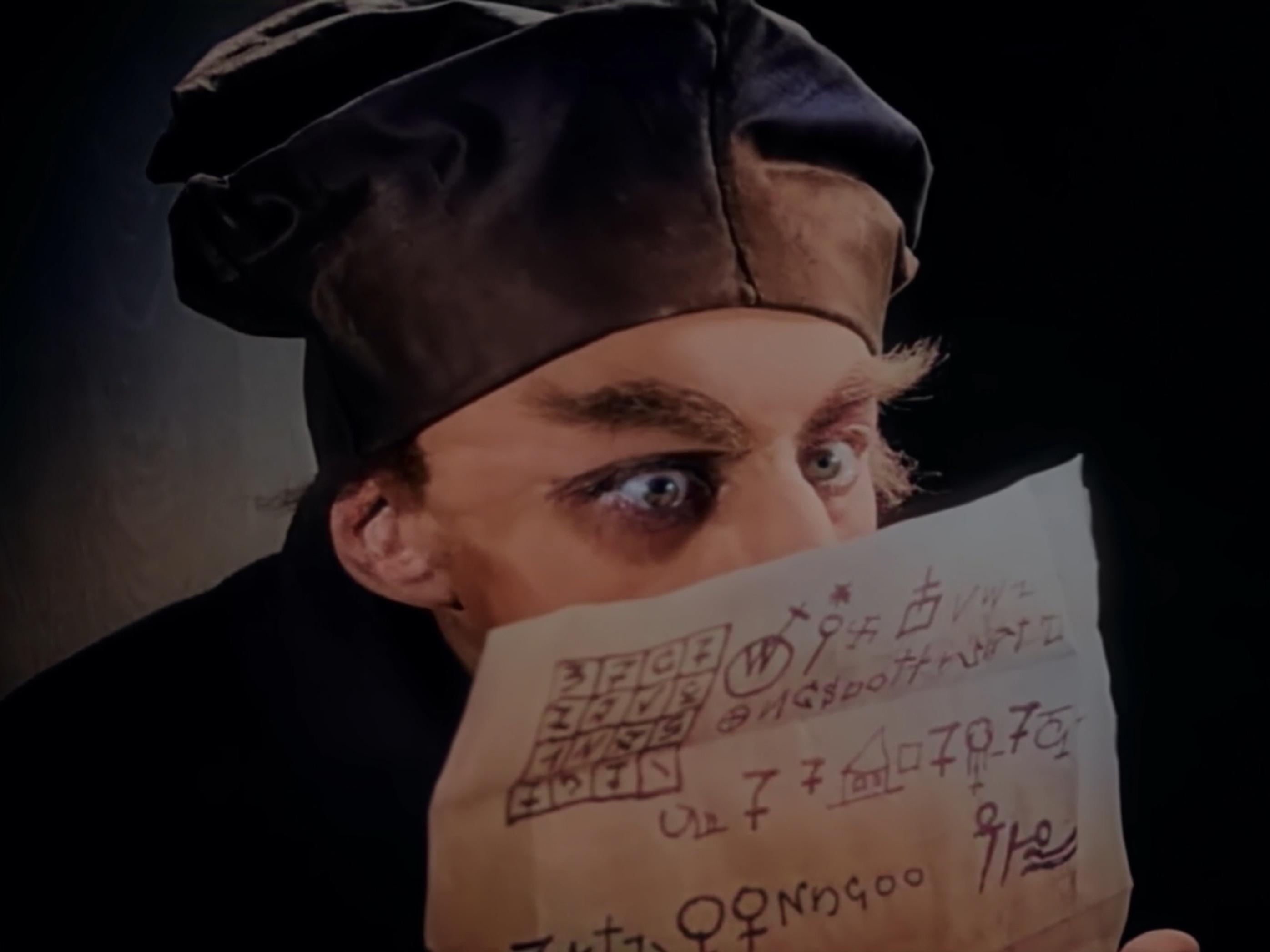
Representa a Nosferatu escondiendo su rostro detrás de un papel mientras estudia y observa a Hutter.

En 1838, después de haber comprado un edificio propiedad del joven Hutter, partió hacia Alemania, viajando escondido en una caja llena de tierra. Ya a bordo del barco, Orlok mata a cada miembro de la tripulación hasta que sólo queda el capitán y su primer oficial, dejando tras de sí un rastro de muerte. Más tarde, cuando el primer oficial va a la bodega para investigar, el Conde Orlok se levanta de su ataúd, aterrando al primer oficial, que salta por la borda debido al miedo. El capitán se ata a sí mismo al timón del buque cuando el Conde Orlok se arrastra hasta él y lo mata. Su viaje por mar disemina la peste por Europa.
A su llegada a Estocolmo, Orlok infesta la ciudad con ratas que dormían en sus ataúdes e innumerables personas son víctimas de la plaga, obligando a las autoridades locales a declarar una cuarentena y provocando la histeria entre los ciudadanos. En lugar de volver como vampiros, sus víctimas simplemente mueren. Ellen Hutter y Thomas Hutter conocen las causas de la plaga, pero temen ser impotentes para detener al vampiro. Ellen observa las caravanas de ataúdes que son llevadas por las calles vacías, y ella se da cuenta de que Orlok debe ser detenido. Ellen lee en "El libro de vampiros" que, en lugar de una estaca en el corazón, el Nosferatu sólo puede ser derrotado si una mujer pura de corazón decide sacrificarse para que se alimente con ella y entretenerlo el tiempo suficiente para impedirle que busque refugio antes del amanecer. Ellen logra que Orlok vaya a su habitación y la encuentre en la cama mientras bebe de su cuello. El sol sale y Orlok arde en una nube de humo. Knock es capaz de sentir que Orlok está muerto y Ellen muere poco después.

### Orlok enNosferatude Eggers
El Conde Orlok en la película Nosferatu (2024) es un noble de aura misteriosa que vive solo en un castillo en ruinas escondido en los picos de los Cárpatos. La luz solar es letal para él, por lo que duerme en su ataúd durante el día, rodeado de simbolismos que reflejan inclinaciones místicas. Su apariencia es grotesca; con un prominente bigote, un cuerpo putrefacto y de alta estatura, ataviado con un traje regional húngaro, zapatos de tacón alto y un sombrero peludo. Una especie de imitación del déspota del siglo XV Vlad el Empalador. 
En esta versión, muerde a sus víctimas, para alimentarse de su sangre, en el pecho, y no en el cuello. 
En la película de Murnau, Orlok encuentra un medallón que Ellen le dio a Thomas y se enamora de su imagen. Sin embargo, en la versión de Eggers hay una conspiración más amplia, por lo que Orlok hace firmar a Thomas un contrato engañoso en un idioma extranjero a Hutter (los papeles del divorcio con su esposa Ellen) y lo encierra solo en el castillo en ruinas, mientras que Orlok zarpa a Alemania para reunirse con Ellen, pues Orlok es el que satisface la soledad y el deseo de Ellen a través de una conexión psíquica con ella, tras un pacto años atrás en su adolescencia.

## Legado

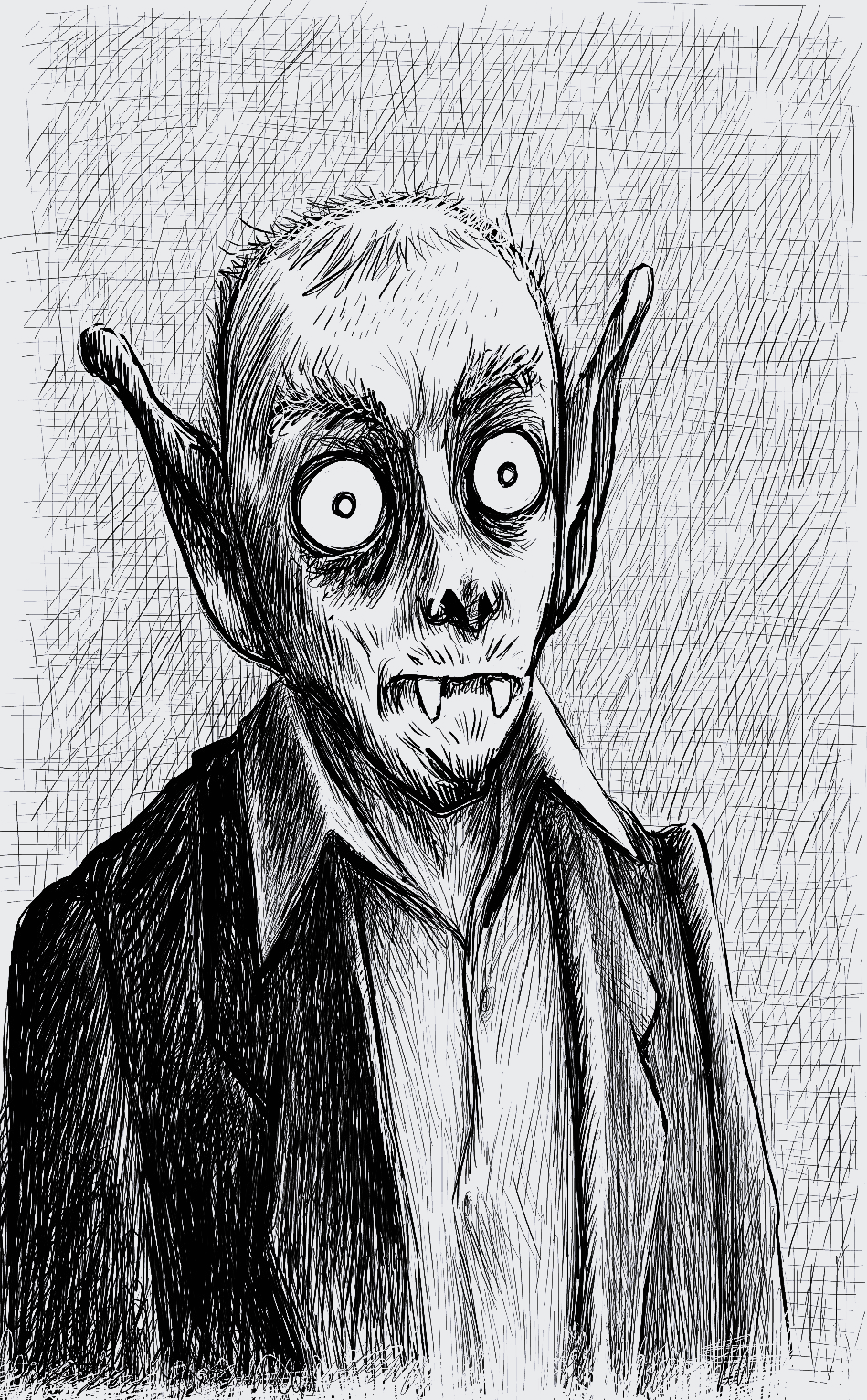
Caricatura de Nosferatu realizada por un dibujante de la Place du Tertre, en París.

En términos de estereotipos de películas de terror, otros vampiros basados en este personaje son criaturas que existen entre los límites de un vampiro y un mutante.
- La película de 1979 Nosferatu, vampiro de la noche fue un remake del original. Algunos de los personajes vuelven a tener los nombres originales dados por Stoker, incluyendo a Dracula, pero claramente se basó en la versión de Orlok. Drácula fue interpretado por Klaus Kinski como una criatura patética y solitaria, nostálgica por el amor humano.

- La película 2000 Shadow of the Vampire presentó un relato ficticio de la filmación de Nosferatu, eine Symphonie des Grauens en que Max Schreck (interpretado por Willem Dafoe) es realmente un vampiro.

- En la novela de Kim Newman Anno Dracula, Orlok es parte de la Guardia Carpatiana de Drácula y es el gobernador de la torre de Londres. Orlok aparece como parte de las Fuerzas Alemanas, junto con otros personajes de cine mudo como el Doctor Caligari y el Doctor Mabuse, que intentan crear al Barón Rojo en la secuela de Newman, El sanguinario barón rojo.

- Orlok también ha aparecido en varias ocasiones en la popular serie de videojuegos Castlevania. En primer lugar, desempeñó el papel de jefe en Castlevania: Symphony of the Night, en el que es conocido como Olrox (en la versión japonesa del juego, su nombre es Orlock). Asimismo, en Castlevania: Aria of Sorrow y Castlevania: Dawn of Sorrow, el “Traje de Olrox” puede ser equipado como una armadura.

- El conde Orlok ha aparecido en cómics, como en la novela gráfica de Viper Comics del 2010 titulada Nosferatu, que cuenta la historia de Orlok en un entorno moderno.[6]

- También apareció en un episodio de Bob Esponja titulado "Graveyard Shift". Al final del episodio se revela que él es el responsable del parpadeo de las luces en la historia de terror de Calamardo Tentáculos. Cuando lo descubren, él sonríe y el episodio termina.

- El actor Bill Skarsgård interpreta al Conde Orlok en la película Nosferatu (2024).